# Усман, Мухаммед
Мухаммед Усман Эду (англ. Mohammed Usman Edu; род. 2 марта 1994, Кадуна) — нигерийский футболист, полузащитник израильского клуба «Секция Нес-Циона».

## Карьера
Первым клубом в Европе стал португальский «Униан Мадейра» из второго по силе дивизиона. Не проведя не одного матча, 12 января 2018 года подписал контракт с норвежским клубом «Сарпсборг 08». Дебютировал в матче 4 тура против «Хёугесунна», выйдя на последней минуте. Сыграл в 1-м квалификационном раунде Лиги Европы против исландского «ИБВ Вестманнаэйяр».
21 февраля 2019 года перешёл в армянский «Пюник».
1 июля 2019 года перешёл в «Тамбов».

## Достижения
«Пюник»
- Серебряный призёр Чемпионата Армении: 2018/19